# Vendée Globe 2016-2017
De Vendée Globe 2016-2017 is de achtste editie van de non-stopsolowedstrijd zeilen om de wereld. Op 6 november 2016 gingen 29 boten in Les Sables-d’Olonne van start.
Winnaar werd de Fransman Armel Le Cléac'h in een recordtijd van ruim 74 dagen, 4 dagen sneller dan het record dat in de voorgaande editie werd gevaren. De 2-voudig runner up kwam op 20 januari 2017 over de finish met zijn jacht ‘’Banque Populaire VIII’’.
Pieter Heerema was de eerste Nederlander ooit die de Vendée Globe volbracht, hij finishte in de Vendée Globe 2016-2017 als zeventiende.

## Deelnemers en eindstand
| Zeiler               | Jacht                                     | Tijd              | Opmerkingen                                       |
| -------------------- | ----------------------------------------- | ----------------- | ------------------------------------------------- |
| Armel Le Cléac’h     | Banque Populaire VIII                     | 74d 3u 35' 46"    | Nieuw routerecord                                 |
| Alex Thomson         | Hugo Boss                                 | 74d 19u 35' 15"   | 24-uurs record 536,81 zeemijlen                   |
| Jérémie Beyou        | Maître Coq                                | 78d 6u 38' 40"    |                                                   |
| Jean-Pierre Dick     | StMichel - Virbac                         | 80d 1h 45' 45"    |                                                   |
| Yann Eliès           | Quéguiner – Leucémie Espoir               | 80d 3h 11' 9"     |                                                   |
| Jean Le Cam          | Finistère Mer Vent                        | 80d 4h 41' 54"    |                                                   |
| Louis Burton         | Bureau Vallée                             | 87d 21h 45´ 49"   |                                                   |
| Nándor Fa            | Spirit of Hungary                         | 93d 22h 52' 09"   |                                                   |
| Éric Bellion         | Commeunseulhomme                          | 99d 4h 56' 20"    |                                                   |
| Arnaud Boissières    | La Mie Câline                             | 102d 20h 24' 09"  |                                                   |
| Fabrice Amedeo       | Newrest - Matmut                          | 103d 21h 01' 00"  |                                                   |
| Alan Roura           | La Fabrique                               | 105d 20h 10' 32"  |                                                   |
| Rich Wilson          | Great American IV                         | 107d 00h 48' 18"  |                                                   |
| Didac Costa          | One Planet One Ocean                      | 108d 19h 50' 45"  |                                                   |
| Romain Attanasio     | Famille Mary – Étamine Du Lys             | 109d 22h 04' 00"  |                                                   |
| / Conrad Colman      | Foresight Natural Energy                  | 110d 01h 58' 41"  | Verloor de mast, maar finishte met een noodtuig   |
| Pieter Heerema       | No Way Back                               | 116d 09h 24' 12 " |                                                   |
| Sébastien Destremau  | Technofirst - Faceocean                   | 124d 12h 38’ 18   |                                                   |
| Opgaven              |                                           |                   |                                                   |
| Enda O’Coineen       | Kilcullen Voyager – Team Ireland          | Dag 56            | Verloor de mast                                   |
| Paul Meilhat         | SMA                                       | Dag 49            | Problemen met de kiel-hydrauliek                  |
| Stéphane Le Diraison | Compagnie du Lit – Boulogne Billancourt   | Dag 44            | Schade aan de romp na botsing met onbekend object |
| Thomas Ruyant        | Le Souffle du Nord pour le Projet Imagine | Dag 41            | Verloor zijn mast                                 |
| Sébastien Josse      | Edmond de Rothschild                      | Dag 30            | Schade aan de bakboord Foil                       |
| Kito de Pavant       | Bastide Otio                              | Dag 30            | Schade aan de kiel                                |
| Kojiro Shiraishi     | Spirit of Yukoh                           | Dag 27            | Schade aan de masttop                             |
| Tanguy de Lamotte    | Initiatives-Cœur                          | Dag 23            | Schade aan de masttop                             |
| Morgan Lagravière    | Safran                                    | Dag 19            | Schade aan het roer                               |
| Vincent Riou         | PRB                                       | Dag 17            | Schade aan de kiel                                |
| Bertrand de Broc     | MACSF                                     | Dag 14            | Schade aan de kiel                                |